# Кубанець (канонерський човен)
«Кубанець» — канонерський човен російського та українського флотів. Протягом 1917—1918 рр. входив до складу ВМС УНР та ВМС Української держави. З 17 вересня 1918 року іменувався «Запорожець».

## Будівництво

Бокова проєкція канонерського човна «Кубанець»(на 1912 рік)

Будувався за кресленнями канонерського човна «Манчжур». Зарахований в списки кораблів Чорноморського флоту 30 січня 1886 року, закладений 18 травня 1886 року на верфях заводу РОПіТ у Севастополі, спущений на воду 9 квітня 1887 року, в строю з квітня 1888 року. Загалом було побудовано п'ять таких канонерських човнів, з яких до 1914 року в строю залишилося три.

## Служба
Після зарахування на службу, канонерський човен «Кубанець» входив в Практичну ескадру Чорного моря та Середземноморську ескадру, деякий час був стаціонерним кораблем в портах Греції та Османської імперії. В 1890 році брав участь у святкуванні 100-річчя з моменту заснування Миколаєва. В 1900 році корабель пройшов перший капітальний ремонт, з 1901 року використовувався як навчальне судно. 
В 1908 році корабель відвідав Єрусалим. В 1912 році «Кубанець» був переозброєний та відремонтований. У ході цього ремонту частина вітрильного рангоуту човна була демонтована. 16 листопада 1913 року, під час порятунку екіпажу канонерського човна «Уралець», спущений з «Кубанця» паровий катер через штормову погоду запрокинувся, при цьому загинуло шість матросів-членів екіпажу «Кубанця».

### 1914

Схема нападу османських міноносців на Одеську гавань і загибель канонерського човна «Донець» 29 жовтня 1914 р.

Під час Першої світової війни канонерський човен входив у склад флотилії берегової оборони, потім деякий час базувався в Батумі. 29 жовтня 1914 року човен брав участь у відбитті нападу османських есмінців «Гайрет» і «Муавенет» на Одесу.
Міноносець «Муавенет» мав на меті затопити «Кубанця» торпедною атакою, однак наштовхнувся на портовий катер, який ішов на допомогу до екіпажа щойно підірваного османами канонерського човна «Донець» (був однотипний із «Кубанцем»). Це дало екіпажу «Кубанця» час, аби організувати влучну стрільбу по османських кораблях, що і змусило османів покинути Одеський порт. У цьому бою «Кубанець» втратив двох моряків пораненими.
В кінці жовтня — на початку грудня «Кубанець» разом із канонерським човном «Терець» прикриває мінні операції загородників «Дунай» і «Бештау», що виставили 13 ліній мінових загородженнь на лінії Одеса-Очаків, загалом близько 1700 одиниць мін.

### 1915—1916
В 1915 році зарахований до Батумського відділу кораблів. Брав участь у Трапезундській операції. З 5 по 9 лютого 1916 року, в ході Трапезундської операції, кораблі Батумського і Приморського відділів під командою капітана першого рангу М.М. Римського-Корсакова обстрілювали османські позиції в районі гирла річки Архаве та біля однойменного з річкою населеного пункту. Обстріл османських позиций продовжувався два дні (5 і 6 лютого). Його успішні результати в значній мірі сприяли успіхові російських військ. 
7 лютого ті ж кораблі обстрілювали район Сумлі-Віце, куди відступили османи. Канонерка «Кубанець» лише за перший день цієї операції вистріляла шістдесят вісім 152-мм бомб та двадцять один 120-мм снаряд, зруйнувавши багато османських будівель та окопів. Протягом лютого та березня «Кубанець» ще багато разів використовувався для стрільби проти ворожих оборонних споруд, потім корабель брав активну участь в операції зі здобуття порту Різе. 
В вересні 1916 року «Кубанець» був зарахований до складу Дунайської флотилії та знову використовувався у бойових діях, прикриваючи своїм вогнем розташування румунських та російських військ.

### 1917—1918
Лютнева революція 1917 року значно актуалізувала національно-визвольний рух українців на Чорноморському флоті. У квітні 1917 року майже на всіх кораблях Чорноморського флоту вже існували українські корабельні ради, так само як у сухопутних частинах Севастопольської морської фортеці й повітрофлоті. Протягом 1917 року моряки-чорноморці активно виступали на підтримку УНР та звертались до Центральної Ради з вимогою рішучих дій з українізації Чорноморського флоту та створення Українських військово-морських сил.
12 жовтня 1917 року на відзначення українізації трьох кораблів Балтійського флоту: крейсера «Светлана» та ескадрених міноносців «Україна» та «Гайдамак» на всіх кораблях та установах Чорноморського Флоту, в тому числі й канонерському човні, на один день було піднято національні українські прапори та стеньгові сигнали «Хай живе вільна Україна». Це ж повторилося 15 листопада. Того дня всі кораблі чорноморського флоту цілу добу тримали українські прапори, а також сигнал «Слава Українській Народній Республіці».
14 січня 1918 року Центральна Рада ухвалила «Тимчасовий Закон про український державний флот», відповідно до якого:
«Російський Чорноморський флот… проголошується флотом Української Народної Республіки…» та «Українська Народна Республіка переймає на себе всі зобов’язання російського уряду щодо Чорноморського флоту й щодо утримання флоту й портів».
18 січня 1918 року «Кубанець» був захоплений більшовиками, які одного разу використали цей корабель для обстрілу румунських військ. Проте вже скоро Брестський мир змусив більшовиків залишити Україну.

### В українському флоті

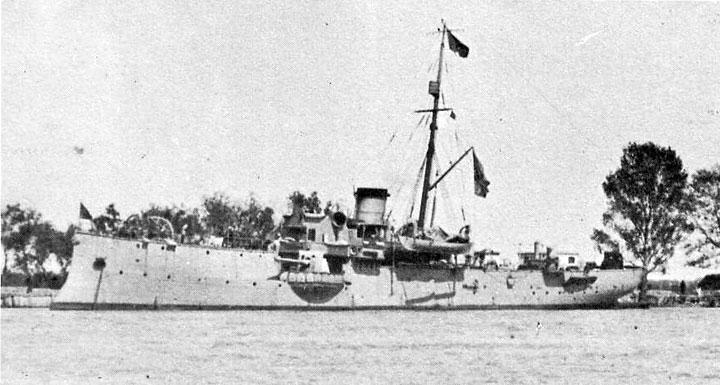
Канонерський човен «Кубанець» в 1914—1918 роки.

У ході січневих боїв за Одесу, більшовики захопили корабельне майно Дунайської флотилії що тут знаходилося, а саме 3 канонірські човни, дивізіон бронекатерів, транспортну флотилію та тральщики (деякі з перерахованих кораблів зазначеної флотилії до захоплення вже стояли під українським и прапорами). Боротьба з більшовиками тим часом тривала. Уклавши в лютому мир із Центральними державами та заручившись їх військовою підтримкою, УНР почала наступ проти більшовиків. Територія України поступово звільнялася, згодом з’явилася можливість відновити діяльність флоту. На початку березня союзними військами було звільнено Одесу та Миколаїв. 
Залишаючи Одесу, більшовики вивели в Севастополь захоплені ними в січневих боях крейсер «Пам'ять Меркурія» та есмінець «Завидний», також вони забрали із собою канонірський човен Дунайської флотилії «Терець» та деякі з транспортних суден. Ті кораблі що вони вивести не змогли (канонірські човни «Кубанець» та «Донець») із більшістю бронекатерів, транспортів та тральщиків було кинуто напризволяще. Кораблі, що таким чином залишилися в Одесі і стали першими воєнними кораблями заново відродженого українського флоту.
Після чого, 27 березня 1918 р. виходять накази про створення Дунайської та Транспортної флотилії. Дунайську флотилію очолив капітан другого рангу Хомотиян, Транспортну — капітан першого рангу Степанів. Головним комендантом портів Чорного та Азовського морів було призначено віце-адмірала А. Покровського (потім зі штабом виїхав з Києва в Одесу). Однак з огляду на складність загальної ситуації, великого безладу, що залишився після більшовиків, відтворений флот виявився бездіяльним, а тому не брав ніякої участі в подальших боях із більшовиками. За спогадами німецьких очевидців, «Кубанець» деякий час плавав під українським Handelsflagge (торговельним, тобто національним прапором). Це цікаве спостереження свідчить про те, що зразки воєнних прапорів до флоту весною 1918 р. до флоту з якихось причин ще не надійшли. 
У липні 1918 року корабель увійшов до складу Одеської Бригади Тралення, яка протягом місяця виконала успішне бойове тралення одеського рейду. Після завершення тралення, канонірський човен «Кубанець» був переданий в розпорядження гардемаринського відділу морського міністерства, ставши таким чином першим українським навчальним воєнно-морським кораблем. Командний склад його було укомплектовано в більшості з гардемаринів та морських кадетів. Командиром човна від 1 жовтня 1918 р. був капітан другого рангу Олександр Кисловський. 17 вересня 1918 р. цей корабель отримав свою українську назву — «Запорожець». Наказ по Морському Відомству з цього приводу за ч. 375/160 по Головному Морському Штабу голосив:

«По наказу Колегії Верховних Правителів Української Держави оголошую, що канонерський човен «Кубанець» перейменовано на «Запорожець». В. об. Морського Міністра, капітан I ранги Максимів»

На це перейменування, що стало першим в історії українського флоту, була навіть призначена окрема пам'ятна нагрудна відзнака. Композиційно вона нагадувала деякі з відзнак німецького Flottenverein, являючи собою якір, із накладеним на нього рятівним кругом, на якому з однієї сторони був викарбуваний напис «Запорожець», а з іншої — «Україна понад усе!» і дата «17.Х.1918».
На початку жовтня 1918 року головний начальник портів чорноморського узбережжя адмірал А.Покровський повідомив уряд держави, що на двох канонірських човнах (маються на увазі саме «Донець» та «Кубанець») і на кількох винищувачах мін у Чорному морі вже підняті воєнні українські прапори нового зразку, затвердженого гетьманом. До того, всю весну і літо українські кораблі стояли під звичайними національними прапорами. 
6 листопада канонерський човен узяв участь у пишних святкуваннях дня Морського корпусу, за згадкою контр-адмірала Ворожейкіна, на ньому на один день було піднесено Андріївський прапор. 
Після того «Запорожець» стояв під українським прапором аж до зайняття Одеси союзниками. Як зазначає П.А. Варнек, на той момент, як до Одеси прибули союзники, в порту стояли лише українські кораблі колишньої бригади тралення.

### Подальша доля
У грудні 1918 р. «Запорожець» був захоплений військами Антанти. Колишня залога «Запорожця» на той момент була вже переведена на кораблі «Лукулл» та «Шилка», де вони і продовжували службу. В недієздатному стані канонерський човен разом із своїм побратимом-«Донцем» з іще 20-ма кораблями був виведений союзниками та поставлений на якір в Тендровській затоці. В квітні 1919 року корабель був переданий до складу т.зв. «Морських сил півдня Росії».

18 травня 1919 року канонерка була відбуксирувана буксиром «Георгій» до Новоросійська. Після огляду виявилося, що парові котли корабля потребують заміни, тому він був роззброєний та зарахований базою рятівної партії. Його гармати було встановлено на один з білих бронепотягів, що будувалися.
23 серпня 1920 року виведений з ладу канонерський човен при евакуації з Темрюка був затоплений відступаючими білогвардійцями. В 1921 році «Запорожець» був піднятий більшовиками, після чого вони перейменували його на «Червоного Кубанця». 17 грудня 1923 року наказом по ОГПУ № 528 корабель передано в склад партії ЭПРОН. В 1928 році викуплений Держрибсиндикатом. В 1939 році корабель здано на металобрухт. Після 1945 р. «Запорожець» був розібраний на метал.

## Командири корабля
- (командир корабля в 1890-1893 роках)
- (командир корабля в 1895-1897 роках)
- (командир корабля в 1898-1901 роках)
- (командир корабля в 1907-1908 роках)
- (командир корабля в 1908-1915 роках)
- Кисловський Олександр Дмитрович (командир корабля від 1 жовтня 1918 р.)